# 松原征二
松原 征二（まつばら せいじ、1969年3月31日 - ）は、日本の俳優。埼玉県出身。現代制作舎に所属していた。
身長176cm。体重67kg。血液型はAB型。

## 出演作品

### テレビ
NHK
- 大河ドラマ
  - 葵 徳川三代（2000年）
  - 北条時宗（2001年）
  - 義経（2005年） - 僧医 役
- 八重の桜（2013年） - 天寧獅子 役
- 軍師官兵衛（2014年） - 野武士　役
- ある日、嵐のように（2001年）
- 御宿かわせみ 第一章（2003年）
- 堀部安兵衛（2007年）
- オトコマエ!2（2009年） - 半助 役
- 坂の上の雲
  - 第2部（2010年）
  - 第3部（2011年）
- 陽だまりの樹（2012年）

TBS
- ラブとエロス（1998年）
- 特命!刑事どん亀（2006年）

フジテレビ
- 西遊記（2006年）
- 偽りの花園（2006年）

テレビ朝日
- 仮面ライダーシリーズ
  - 仮面ライダー龍騎 第30話（2002年） - チンピラ 役
  - 仮面ライダーカブト 第20話（2006年） - 肉屋 役
- 爆竜戦隊アバレンジャー 第10話（2003年） - 警官 役
- 八丁堀の七人 6（2005年）

### 映画
- 人類資金（2013年） - 仕手筋 役

### Vシネマ
- 修羅のみち

### PV
- 宇多田ヒカル COLORS（2003年）

### CM
- アートネイチャー

### ラジオ
- 青春アドベンチャー